# Ulisse Aldrovandi
Ulisse Aldrovandi, född 11 september 1522 i Bologna, död där 4 maj 1605, italiensk läkare och naturforskare. Carl von Linné ansåg honom som naturalhistoriens fader.

## Biografi
Aldrovandi introducerades av den franske naturforskaren Guillaume Rondelet i botanikens studium, utnämndes 1553 till professor i naturalhistorien i Bologna där han även grundade en botanisk trädgård och ett museum. År 1574 gav han ut en farmakopé och dog 1605 blind.
Aldrovandi lät trycka betydande zoologiska arbeten: Ornithologiæ libri XII (1599-1603) och De animalibus insectis libri VII (1602). Andra av honom författade zoologiska verk samt hans förnämsta botaniska arbeten, såsom Dendrologia naturalis (1668) och Pomarium curiosum (1692), utgavs efter hans död.
Han var författare till en monsterbok Monstrorum historia (1658) som tar upp en mängd (mer eller mindre fantasirika) monstruösa varelser i både djur- och människovärlden.